# María del Sol
Marisol de las Mercedes Echánove Rojas, conocida como María del Sol (24 de septiembre de 1961, Guanajuato, México), es una cantante mexicana con más de 38 años en el ámbito musical de la industria artística latinoamericana. Es ganadora de la La Voz del Heraldo 1979 y es especialmente conocida en la escena de la compañía Televisa, aunque también ha destacado en el teatro musical. Forma parte de una familia que ha destacado en el ámbito artístico: Alonso Echánove (hermano), Josefina Echánove (mamá) y Peggy Echánove (hermana).

## Biografía
Mercedes Echánove Rojas, cuyo nombre artístico es María del Sol, nació en una familia acomodada como hija de la actriz y periodista Josefina Echánove y del abogado Alonso Echánove. Su hermana mayor, Peggy Echánove, también se volvería actriz, y su hermano Alonso Echánove, actor (1954-2022).
En la década de 1970, María del Sol audicionó con el productor de música Luis de Llano Macedo, quien fue un contacto que inicialmente impulsó su carrera musical. Decidió casarse a la edad de 16 años con Miguel Magaña, quien había trabajado con ella desde hacía tres años. La pareja se divorció un año más tarde.
En 1979, María del Sol fue nombrada La Voz del Heraldo  por el periódico El Heraldo de México. En la misma época protagonizó el musical La Pandilla y estuvo nombrada como la Mejor Artista Nueva en el Festival OTI de la Canción, donde interpretó el tema Contigo y con el mundo. En 1980, grabó su primer álbum bajó la compañía discográfica RCA. En 1981 ganó el Premio de Mejor Cantante en el Festival Yamaha en Japón.  Ese mismo año, se casó con Raúl Canessa (hermano del jugador de fútbol uruguayo Julio Canessa).
En 1984 protagonizó la obra José el Soñador y grabó su segundo álbum. Su sencillo No prometas lo que no será, un dúo con Jorge Muñiz, llegó a ocupar un puesto destacado en listas de popularidad. En 1985 realizó Mágico, su tercer álbum. En 1986, tuvo uno de sus mejores éxito titulado "Un nuevo amor", con su esposo como mánager. Sus sencillos fueron bien conocidos y circulados en la radio de música latina, y llegó a ser una de las artistas latinas más famosas de esa época. 
En 1991, se volvió parte del elenco de la telenovela Madres egoístas, producida por Juan Osorio, donde dejó huella debutando con el papel antagónico de Mariana González, considerada una de las villanas de antología de Televisa. Ese mismo año fue elegida como protagonista de la obra de Broadway Cats. También participó en musicales y televiteatros como Aladino y Hairspray, este último, a lado de José Joel. Asimismo, condujo y cantó en la serie infantil Plaza Sésamo, apareció como artista invitada en el disco Chiquilladas canta con sus amigos (1986) y prestó su voz para realizar doblaje en la película de Disney Hércules.
En 1996, después de que la cantante Yuri le habló acerca de Dios, María del Sol se convirtió al cristianismo. Desde entonces se volvió una persona muy activa en su religión y las reuniones de estudio bíblico en su casa llevaron más tarde a la formación de la congregación cristiana Semilla de Mostaza de la Ciudad de México, iglesia en la cual el cantante Fermín IV oficiaría como pastor. Asimismo, empezó a cantar temas cristianos.
Más tarde grabó el álbum Llegó el amor (2002) y participó en los programas de televisión Bailando por un sueño, Los reyes de la pista, Los reyes de la canción y Cantando por un sueño, donde trabajó junto a Ernesto D'Alessio. En el 2009 se presentó con la Orquesta Filarmónica de la Universidad Nacional Autónoma de México (OFUNAM) en un concierto ante más de 10 mil personas. En el 2011 fue parte del reparto de la obra Grandiosas en el Auditorio Nacional, donde participó junto a Rocío Banquells, María Conchita Alonso, Manoella Torres y Dulce.
En el 2011, fue homenajeada con el premio de la Cámara de la Industria de Radio y Televisión al mérito artístico. El mismo año se presentó en el Lunario del Auditorio Nacional. Asimismo, participó en diversas conferencias como “Belleza Extrema”, “El Verdadero Éxito”, “Mujer de Influencia” y “Soy mamá”, en las cuales se reconoce el papel de la mujer en la familia. 
En el 2014, publicó un libro titulado Un nuevo amor, donde cuenta sus experiencias en el ámbito musical y las vivencias detrás de su conversión religiosa y su fe en Dios. El mismo año realizó un gira musical titulada 38 años... de cantar, y llevó a cabo un concierto conmemorativo donde interpretó algunos de los temas más conocidos de su época dorada.[cita requerida]

## Discografía
- RCA Records
  - María del Sol, (1980)
  - Quiero tu vida (1982)
  - María del Sol (1984)
  - Mágico (1985)
  - Un nuevo amor álbum Un nuevo amor (1986)
  - Plenitud (1987)
  - María (1989)
  - Contigo y con el mundo: Lo mejor de María del Sol (1990)
  - Volver al amor (1991)
  - Cats: Registro de reparto original (producción de México) (1992)
  - Llegó el amor (2002)
  - Soy Mamá (2005)
  - Un nuevo amor (2012)

## Premios y nominaciones

### Premios TVyNovelas
| Año  | Categoría     | Telenovela      | Resultado |
| ---- | ------------- | --------------- | --------- |
| 1992 | Mejor villana | Madres Egoístas | Nominada  |